# (9483) Chagas
(9483) Chagas est un astéroïde de la ceinture principale.

## Description
(9483) Chagas est un astéroïde de la ceinture principale. Il a été découvert le 24 septembre 1960 à l'observatoire Palomar par Cornelis Johannes van Houten, Ingrid van Houten-Groeneveld et Tom Gehrels. Il présente une orbite caractérisée par un demi-grand axe de 3,10 UA, une excentricité de 0,17 et une inclinaison de 8,7° par rapport à l'écliptique.